# ジリコテ
ジリコテ（ziricote; 学名: Cordia dodecandra A.DC.）とはムラサキ科カキバチシャノキ属の落葉性高木の一種である。分布域はメキシコなどの中南米で（参照: #分布）、果実は食用となり、ざらざらした葉はユカタン半島のマヤ系先住民により掃除道具として使用されてきた。またジリコテから得られる木材は国際的に流通している（参照: #利用）。

## シノニム
The Plant List (2013) ならびに Quattrocchi (2012) では Cordia dodecandra A.DC. のシノニムとして共通しているのは C. angiocarpa A.Rich. と Plethostephia angiocarpa (A.Rich.) Miers であり、The Plant List (2013) はさらに Lithocardium angiocarpum (A.Rich.) Kuntze と L. dodecandrum (A.DC.) Kuntze もシノニムとしている。一方、Hassler (2018) は C. dodecandra と C. angiocarpa を互いに独立の種としており、前者のシノニムは C. heccaidecandra Loes. と L. dodecandrum、後者のシノニムは L. angiocarpum と P. angiocarpa とされている。The Plant List (2013) と Hassler (2018) のシノニムの扱いの違いを表にまとめると以下のようになる。
| 学名                                      | The Plant List (2013)          | Hassler (2018)                   |
| ----------------------------------------- | ------------------------------ | -------------------------------- |
| Cordia angiocarpa A.Rich.                 | C. dodecandra A.DC. のシノニム | 独立の種と認定                   |
| Lithocardium angiocarpum (A.Rich.) Kuntze | C. dodecandra A.DC. のシノニム | C. angiocarpa A.Rich. のシノニム |
| Plethostephia angiocarpa (A.Rich.) Miers  | C. dodecandra A.DC. のシノニム | C. angiocarpa A.Rich. のシノニム |
| L. dodecandrum (A.DC.) Kuntze             | C. dodecandra A.DC. のシノニム | C. dodecandra A.DC. のシノニム   |
| C. heccaidecandra Loes.                   | 独立の種と認定                 | C. dodecandra A.DC. のシノニム   |

## 分布
中南米に分布し、原産地であるメキシコのユカタン半島をはじめとしてメキシコ南部、グアテマラ、ベリーズ のほか、ホンジュラスやキューバ島にも分布している。
後述するように全部位に利用価値がある（参照: #利用）ため、野生のジリコテの数は減少している。

## 特徴
ジリコテは高さ30メートルにまで生長し得るが、普通はそれよりも低く、小さな木となる。このようになる一因としては、隣木に生長を阻まれることが頻繁にあるというのが挙げられる。樹冠は広いが樹幹は短くて 節がなく、まっすぐ伸びている。若い枝は太い。
葉は円形か先端と基部とが鈍形で、横長かほぼ球状の葉身を持ち、長さ6-15センチメートルの幅4-8センチメートルで両面とも非常にざらざらしており、下方にかたい毛が見られる 繊維質で、縁は全縁もしくは深波状である。葉は花が咲く頃になると落ちる。
花は集散花や円錐花となる。萼は1-1.3センチメートルで、頂点が切り詰められた管状であり、無毛かまっすぐな密着した毛が散らばった状態でわずかに見られ、頂点付近と裂片上は鉄色である。花冠は橙色で12-16裂の星型 あるいは漏斗状で長さ3-5センチメートル、直径2.5-3.2センチメートルである。雄蕊（雄しべ）の数は花冠裂片の数と同じぐらいで、花糸が基部から1.5センチメートルばかり上方の地点で花冠筒部上に不ぞろいに挿入されている。子房は卵形である。この花は美しいと評される。
果実は果肉が多く卵形、先端の尖った核果で、長さ約2-4センチメートルで 小さいグァバの実と同じほどであり、壺状の萼の中に囲われていて、熟すにつれて緑色から黄色に変わる。果肉の中には硬く木質化した明るい茶色の円錐状の袋（約2.5センチメートル×1.5センチメートル）があり、これに1-2個の種子が入っている。結実はメキシコのチアパス州トゥストラ・グティエレスにおいては5月から8月にかけて、同国ユカタン半島においては最盛期が4月から5月にかけてである。この実は食用となる（参照: #食材）。
種子は倒卵形から披針形で、横に平たくなっており、長さ1-1.5センチメートルの幅5-8ミリメートルである。

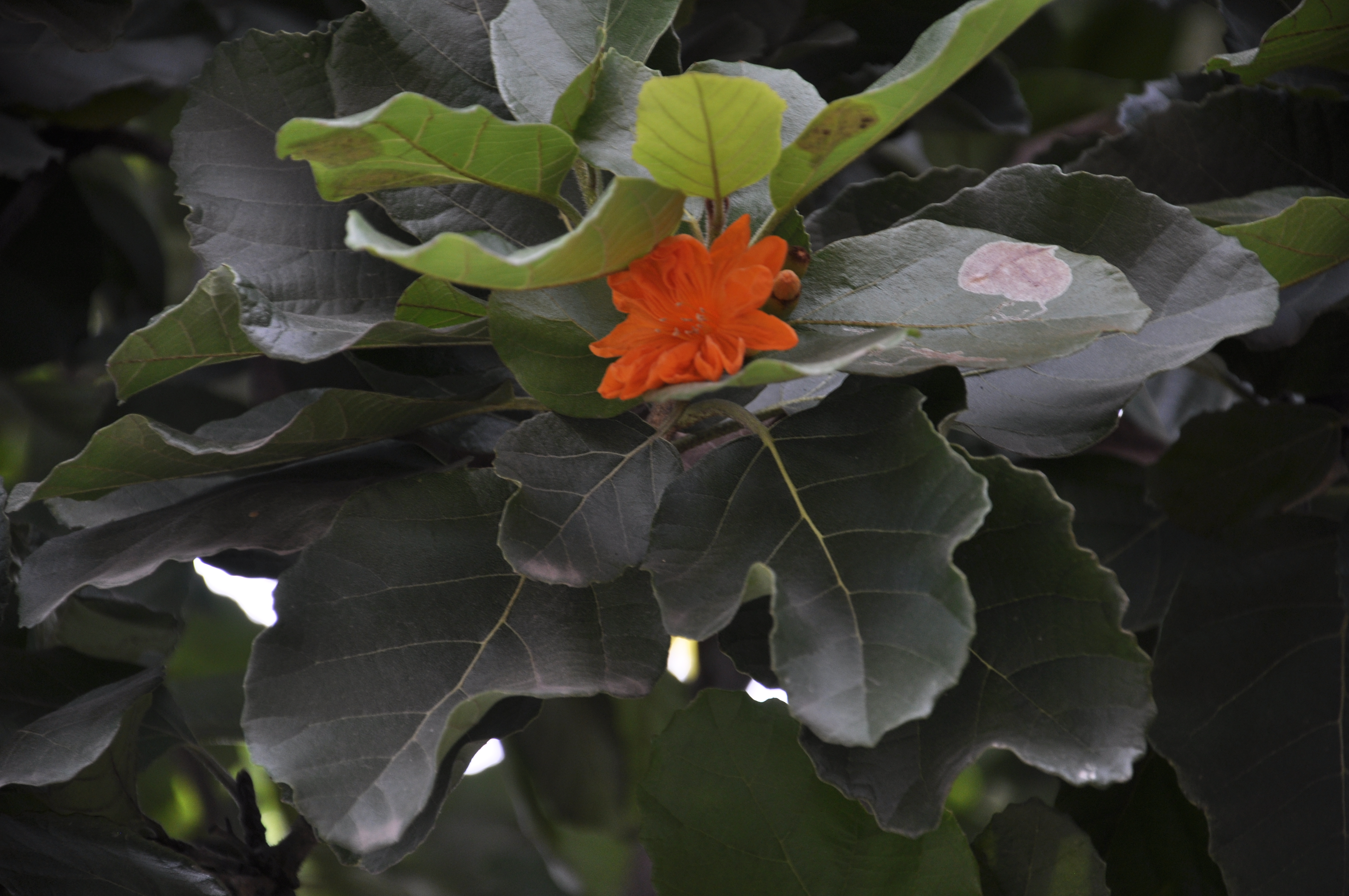
葉と花
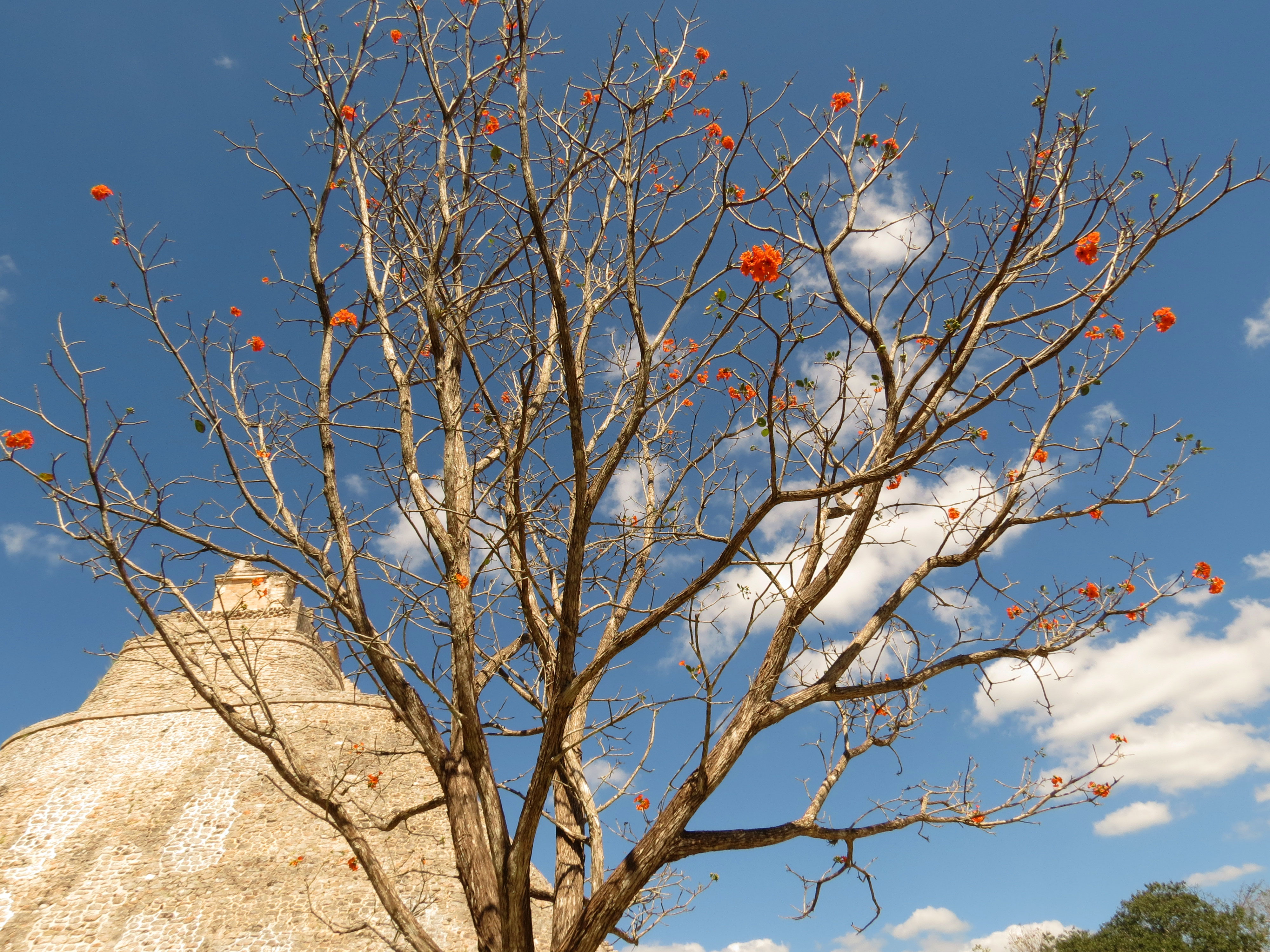
開花した時点で葉がほとんど落ちている個体。
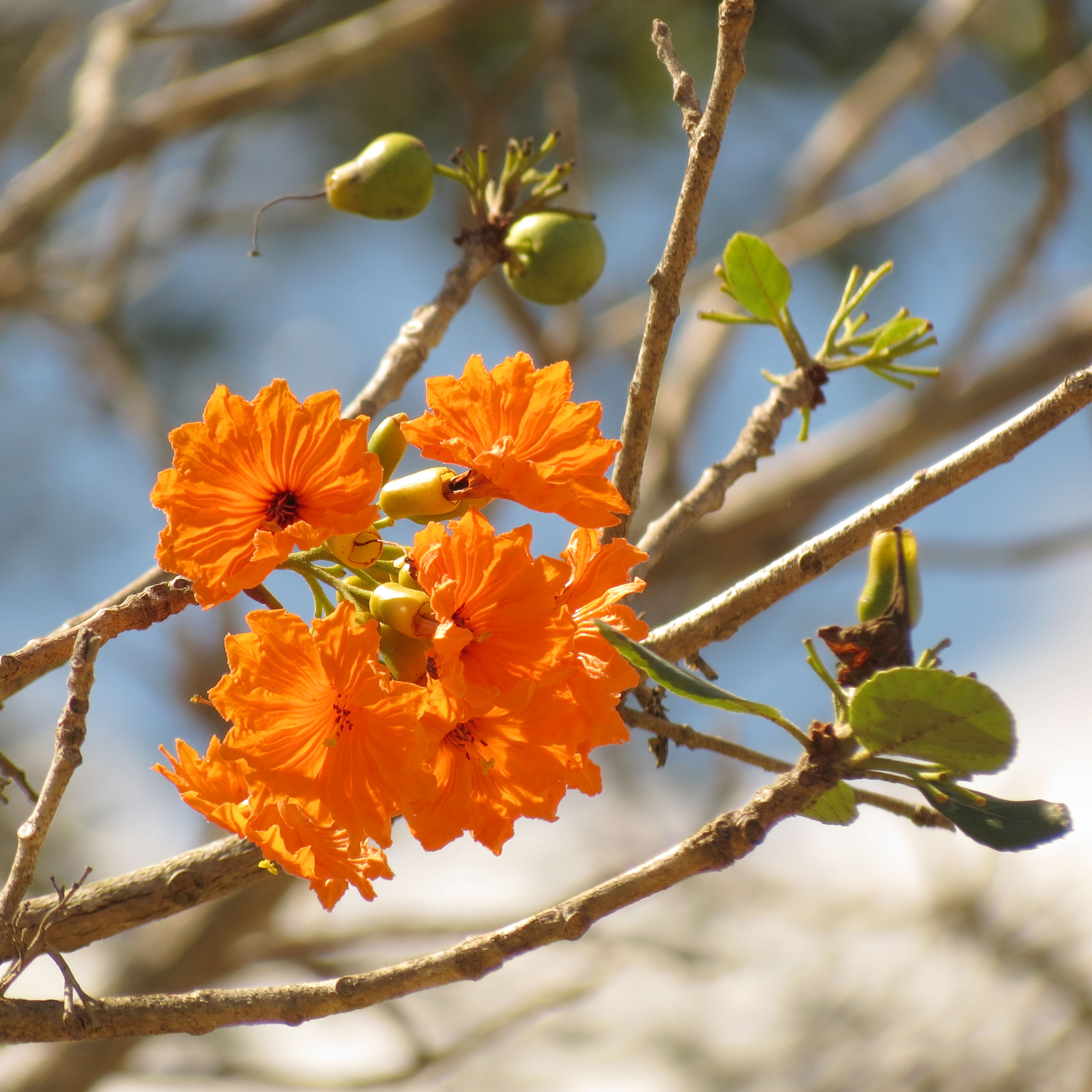
花と実

## 利用
ジリコテは様々な部位が多種多様な用途に用いられる。

### 木材

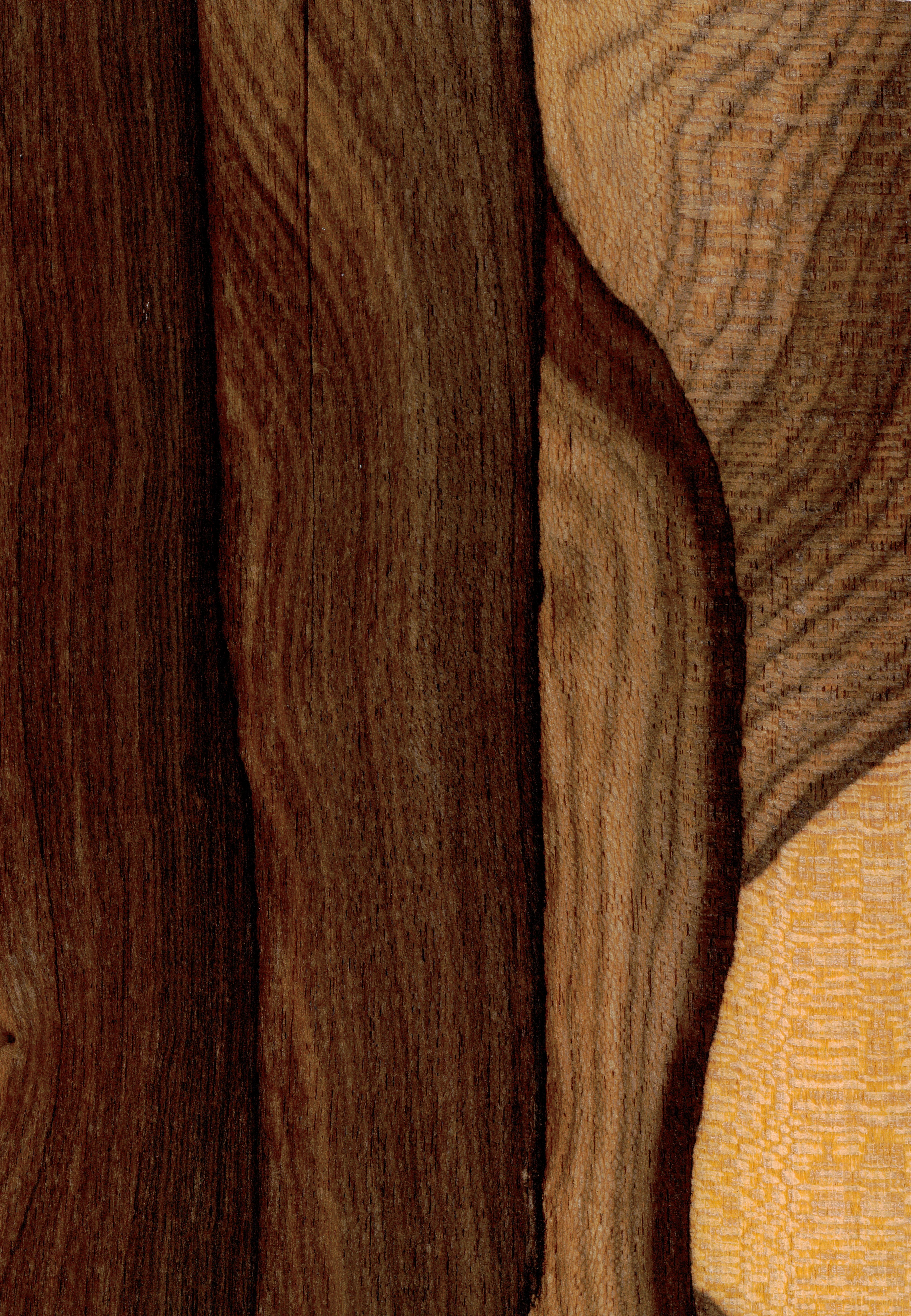
ジリコテ材

ジリコテから得られる材は広葉樹材であり、国際的に取引が行われている。ジリコテ材の外観は、ウォーカー (2006:77) によれば木理（木目）はウォルナットに似ており、クルミ科クルミ属カシグルミ（Juglans regia）から得られるヨーロピアンウォルナット材の波状の模様と、マメ科ツルサイカチ属の何らかの樹木から得られるローズウッド材の硬さと色を併せ持っている。ただし木工家の河村寿昌は「ウォルナットに似た波状の模様と言われることがあるけど、あまり似ているとは思えない」と述べており、河村・西川 (2014:154) は上から見た場合の木肌は菊のような文様に見えるとしている。木材の色は濃い暗褐色で、これを地に黒い縞が入り、漆を塗るとカキノキから得られるクロガキ材と見間違えるほどになり、クロガキ材の代用材となる。放射組織が現れている箇所では、銀色の斑点が見られる場合がある。肌目は精から中庸で一定している。辺材は対照的に淡色であり、アクセントとして活用される場合もある。
性質に関しては非常に硬くて強く、気乾比重も0.65-0.85 で非常に重い。乾燥は表面割れを起こす確率が高く難しいが、一度乾燥させた後は非常に安定する。耐久性は中庸でろくろ細工にも向いている が、個体によっては石灰分を大量に含むものもあり、ろくろ加工中に真っ白になっていき、刃がすぐに切れなくなってしまう。しかし石灰分のない個体であれば挽きやすい。研摩すると良い光沢が出る が、油分が感じられ、サンドペーパーで磨こうとしても削りにくい。
用途としては家具、キャビネット、羽目板、住宅内装木部、銃床、フローリングの材料、床柱、仏壇、花台、楽器材、化粧単板 が挙げられる。このうち楽器材に関しては音響効果や美しさからギター製作において評価されている。
日本語における木材としての呼称にはシャムガキやゼリゴテ（市場通称）というものも存在するが、カキはカキノキ科であって本種が属するムラサキ科ではない上に、産地も#分布において見られる通り中南米であってシャム、つまり現在のタイとは何の関係もない。
メキシコのチアパス州シナカンタン（Zinacantán）のマヤ系先住民の一派であるツォツィル人はジリコテの幹をベンチやスリングショット、柵の柱作りなどに用いている。

### 食材
ジリコテの実は食用となる。生の状態のままではいささか味気がないので、マーマレードやシロップ漬けにして食べる。
また、種子も食用となる。

### 掃除道具
ジリコテの堅く、驚くほどざらざらとしたサンドペーパーのような質感の葉は、ユカタン半島のマヤ人により、伝統的に鍋（英: pot）を洗って磨く際 や植物の実から作られた器の手入れをする際に用いられてきた。

### 薬用
ジリコテの樹皮あるいは花の煎じ薬は呼吸器疾患に対して処方される。また咳や風邪に対しても用いられる。

## 諸言語における呼称
世界的に:
- 英語: ziricote

グアテマラ:
- スペイン語: palo de asta[17]

ベリーズ:
- 英語: zericote[4]

メキシコ:
- スペイン語:〔チアパス州〕cupapé[6][17];〔ベラクルス州およびユカタン州〕copite[6][17];〔ユカタン州〕siricote[6][8]（この呼称はマヤ語の転訛によるものと見られ、ciricote や ziricote といったバリエーションが存在するが、ユカタンやグアテマラ、ベリーズでは同属の別種であるアカバナチシャノキ (別名: アメリカチシャノキ、学名: C. sebestena) を指すものでもある[18]。）
- マヤ語族:〔言語名不詳〕chakopté[6]
  - ツォツィル語:〔シナカンタン方言〕(muk'ta) nankipu[14]（muk'ta は〈大きな〉の意。単に nankipu とも呼ぶが、これは同属の別種 Cordia dentata やアカバナチシャノキも指し得る[13]。ほかに nankeo、nankipo、nankipu te'、nankipu'、nankito、nanta' といったバリエーションが存在するが、Laughlin (1975:24,248) によると nankipu はもともとチアパネック語（英語版）（Chiapanec）の nanguipo に由来する。）
  - ユカテコ語: k’oopte[4]、chac-kopté[8]、kopté[8]